# 漢密爾頓堡公園道車站 (BMT西城線)
漢密爾頓堡公園道車站（英語：Fort Hamilton Parkway station）是紐約地鐵BMT西城線的一個慢車地鐵站，位於布魯克林自治市公園漢密爾頓堡公園道及新烏得勒支大道交界，設有D線（任何時候停站）列車服務。

## 車站結構
| P 月台層 | 側式月台 | 側式月台                          |
| P 月台層 | 北行慢車 | ← 往諾伍德-205街 (第九大道)       |
| P 月台層 | 尖峰快車 | → 無定期服務                      |
| P 月台層 | 南行慢車 | → 往康尼島-斯提威爾大道 (50街) →  |
| P 月台層 | 側式月台 |                                   |
| M        | 夾層     | 閘機、出入口、MetroCard自動售票機 |
| G        | 街道層   | 出入口                            |

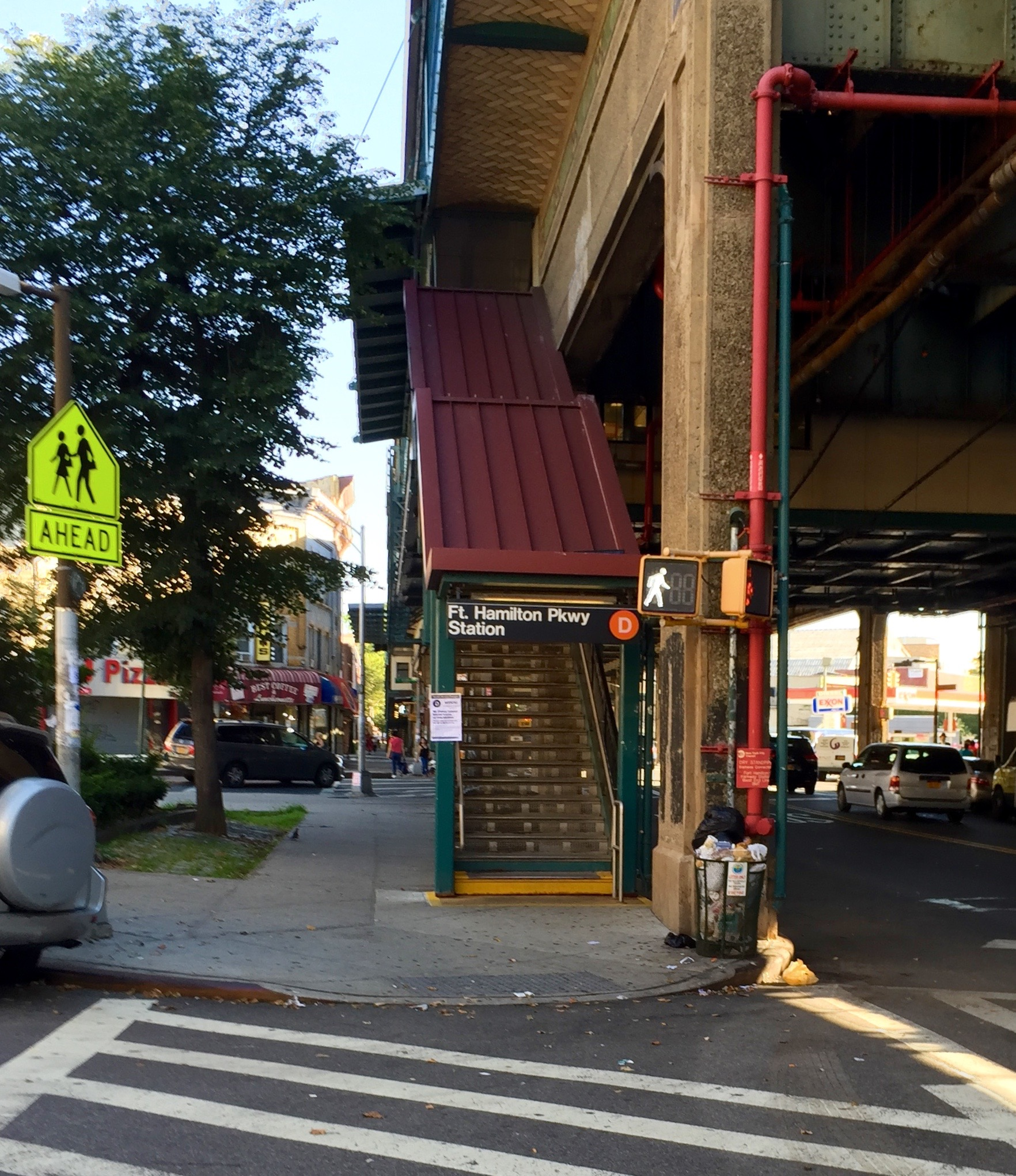
西北街梯

此高架車站於1916年6月24日在布魯克林、巴斯及西城鐵路西布魯克林車站原址啟用。兩個月台都有奶白式的擋風和紅色頂蓋，兩者皆由綠色支架和支柱支撐。兩端都有鋼製腰高的圍欄，設有兩個稍有偏移的側式月台和三條軌道。中央軌道不營運。
車站藝術在2012年翻新期間安裝，稱為《漢密爾頓堡公園道車站的花園》（Gardens of Fort Hamilton Parkway Station），由Portia Munson製作。

### 出口
此站月台和軌道下方設有兩個站房。全時間站房位於南端。該站房分別設有兩條樓梯通往各月台，一個候車區/地下道、轉棍閘機、票務廳，以及前往新烏得勒支大道及45街交界的西北角或東北角樓梯。北站房現已廢棄。各月台都設有一條樓梯下降至一條大樓兩側的步道，並設有全高式閘機。該處又有兩條樓梯下降至43街和44街之間新烏得勒支大道的兩側。

## 大眾文化
此車站是李克勤《為妳流淚》卡啦OK音樂錄影帶拍攝場地。

## 外部連結
- nycsubway.org—BMT西城線: 漢密爾頓堡園道
- Station Reporter — D線列車
- The Subway Nut — 漢密爾頓園道圖片 （页面存档备份，存于）
- Google地圖街景45街入口 （页面存档备份，存于）
- Google地圖街景44街入口
- Google地圖街景月台